# کوشک محی‌آباد (باغ آقا)
کوشک محی آباد (باغ آقا) مربوط به دوره قاجار است و در کرمان، خیابان امام زمان، باغ سروستان واقع شده و این اثر در تاریخ ۲۴ اسفند ۱۳۸۳ با شمارهٔ ثبت ۱۱۶۰۰ به‌عنوان یکی از آثار ملی ایران به ثبت رسیده است.